# Bremgarten bei Bern
Bremgarten bei Bern é uma comuna da Suíça, situada no distrito administrativo de Berna-Mittelland, no cantão de Berna. Tem 1,9 km² de área e sua população em 2018 foi estimada em 4.386 habitantes.